# Stictopisthus tenuigaster
Stictopisthus tenuigaster är en stekelart som beskrevs av Schwenke 1999. Stictopisthus tenuigaster ingår i släktet Stictopisthus och familjen brokparasitsteklar. Inga underarter finns listade i Catalogue of Life.